# Xã Jackson, Quận Shelby, Indiana
Xã Jackson (tiếng Anh: Jackson Township) là một xã thuộc quận Shelby, tiểu bang Indiana, Hoa Kỳ. Năm 2010, dân số của xã này là 1.844 người.